# Anticlea cabrerai
Anticlea cabrerai is een vlinder uit de familie spanners (Geometridae). De wetenschappelijke naam is voor het eerst geldig gepubliceerd in 1962 door Pinker.
De soort komt voor in Europa.